# Trapezites maheta
Trapezites maheta é uma espécie de borboleta da família Hesperiidae.